# Пауль Шток
Пауль Шток (нім. Paul Stock; нар. 8 січня 1997, Ландау) — німецький футболіст, нападник клубу «Ельферсберг».

## Клубна кар'єра
Народився 8 січня 1997 року. Вихованець футбольної школи клубу «Оффенбах». Дорослу футбольну кар'єру розпочав 2016 року в основній команді того ж клубу, в якій провів один сезон, взявши участь у 9 матчах чемпіонату. 
З 2016 по 2018 роки захищав кольори клубу «Рюльцгайм». У лютому 2018, Пауль перейшов до клубу «Дуденгофен», де відіграв два сезони, взявши участь у 65 матчах чемпіонату.
З 2021 по 2023 роки Шток виступав у складі команди «Штайнбех».
Своєю грою за останню команду привернув увагу представників тренерського штабу клубу «Ельферсберг», з 2023 року захищає кольори цієї команди. 10 березня 2024 року Пауль відзначився хет-триком у виїзному матчі Другої Бундесліги проти клубу «Гройтер Фюрт».